# Puerto Boyacá
Puerto Boyacá es un municipio y puerto colombiano del departamento de Boyacá, capital de la Zona de Manejo Especial y antiguamente denominada «Territorio Vásquez». Puerto Boyacá es uno de los principales puertos de la región del Magdalena Medio y con una población cercana a los 50.000 habitantes es la quinta ciudad del departamento. También es a la vez el principal puerto fluvial del departamento de Boyacá.
Dista 255 km de la capital departamental Tunja vía Vélez-Moniquirá. En la actualidad se construye la carretera Chiquinquirá- Puerto Boyacá que permitirá conectar la capital en solo dos horas y a una distancia de 170 km.

## Toponimia
Puerto Boyacá ha tenido varios nombres a lo largo de su historia como: Puerto Chivo, Rosalí, Puerto Luis, Sarmiento, Puerto Gustavo, Puerto Vásquez.

## División Político-Administrativa
Su Cabecera municipal se encuentra dividido en 37 barrios.
Puerto Boyacá tiene constituido los siguientes corregimientos:
| Corregimiento   | Centros Poblados | Veredas                                               |
| 1 Vasconia      | - Cruce El Chaparro - Cruce Palagua - El Ermitaño - Kilómetro 11 - Muelle Velásquez - Palagua - Puerto Niño - Puerto Serviez          | Calderón, Ermitaño, La Palagua, Puerto Niño.          |
| 2 Puerto Pinzón | - El Pescado - El Trique - Kilómetro Dos y Medio - Kilómetro Uno y Medio - Kilómetro 25 - La Ceiba - Puerto Gutiérrez - Puerto Pinzón | Gutiérrez, Las Quinchas, Maranal, Pescado, Velásquez. |
| 3 Guanegro      | - Guanegro | El Guanegro, Las Pavas.                               |
| 5 El Marfil     | - El Marfil - El Okal | La Pizarra, Marfil.                                   |
| 6 Puerto Romero | - Puerto Romero | Romero.                                               |

## Historia

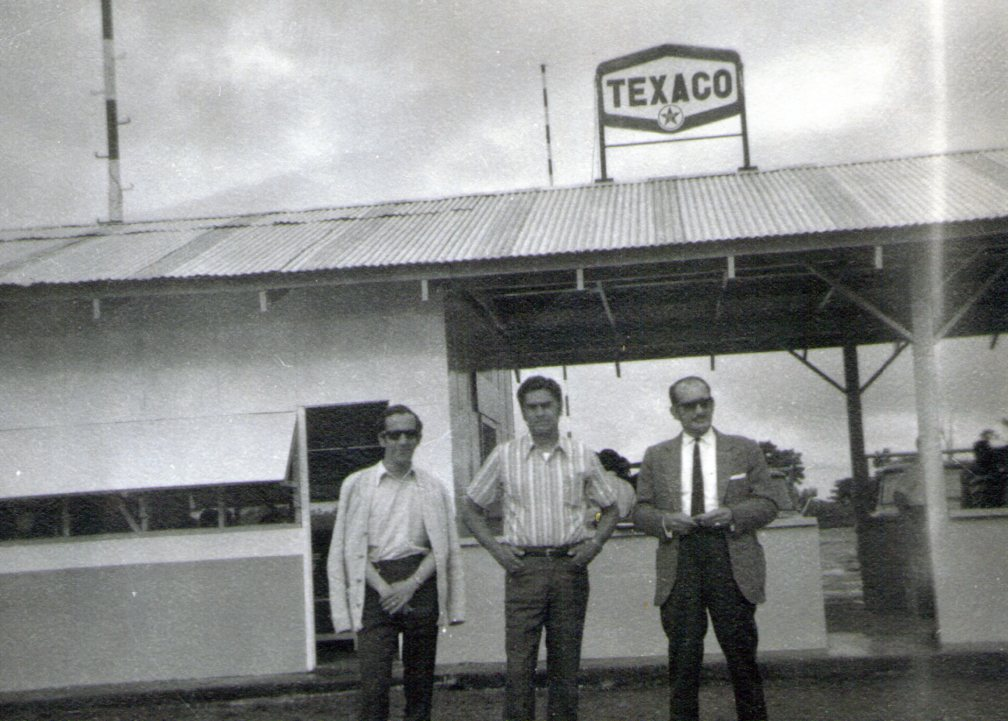
Leon J Meek en el aeropuerto de Texaco, 1973

- Conocido como Territorio Vásquez en honor a Cayetano Vásquez, ilustre prócer de la libertad, nacido en la ciudad de Tunja, capital departamental. Inicialmente fue propiedad de la Compañía de Jesús la cual pasó a manos de Boyacá en 1882. El primer caserío se ubicó en la ribera del Río Negro con el nombre de Puerto Reyes en honor al Presidente de Colombia Rafael Reyes; al crearse la Inspección de Policía de Puerto Boyacá el territorio Vásquez pasó a ser administrada por Antioquia con el nombre de Territorio Vásquez.

- 1926 la Texas Petroleum Company compra las tierras del Territorio Vásquez.
- En 1936 el señor Héctor Escobar Motta salió de la ciudad de Tunja hasta Puerto Boyacá con el fin de recuperar el territorio para Boyacá pero se encuentran con campamentos de la Texas Petroleum Company. Los expedicionarios cambian de rumbo y fundan a Puerto Servíez en la desembocadura del Río Nare.
- En 1945, la Texas Petroleum cambia de sitio el poblado a Puerto Niño, donde comenzó las explotaciones.
- En 1955, el presidente Gustavo Rojas Pinilla designó al cabo primero Justo Jairo Merchán Espinel como alcalde militar del actual territorio de Puerto Boyacá, esto para asegurar y tener un sitio estratégico ante la amenaza guerrillera que vivía el país, para el 13 de junio de 1955 Justo Jairo Merchán espinel Espinel, junto a otros militares y el cura Puerto Gustavo (por Gustavo Rojas Pinilla).
- Debido a necesidad de construir un poblado la Texas cede algunas tierras donde se fundó Puerto Gustavo en honor a Gustavo Rojas Pinilla, para el 15 de diciembre de 1957 y por decreto No.615 se creó el municipio de Puerto Vásquez[3] y casi un año después por medio de la ordenanza No.4 del 17 de noviembre de 1958 se le cambió el nombre al municipio por el que tiene actualmente Puerto Boyacá.[4]

Puerto Boyacá ha vivido una historia de violencia particular en el contexto colombiano al padecer el flagelo de la violencia primero con la guerrilla de las FARC y luego con grupos de autodefensa y paramilitares. En los años 70 y 80´s el municipio tuvo una fuerte influencia del Partido Comunista, las FARC (uno de los frentes del bloque oriental comandados por alias "el Mono Jojoy") y facciones del Partido Liberal, del cual algunos de sus líderes mutaron en asociados y promotores de un estado social regido por grupos de autodefensa (surgidos formalmente entre 1965 y de 1968, cuando dos textos jurídicos -el Decreto 3398 y la posterior Ley 48- sentaron las bases legales que permitieron crear organizaciones de defensa civil).
Ante las extorsiones y excesos de la guerrilla, con la cual en cierto momento se simpatizó, ganaderos y terratenientes asociados decidieron replantear un orden de cara a defender sus intereses ante una organización odiada. Muchos campesinos y ciudadanos del común, en medio del fuego guerrillero, paramilitar y militar fueron estigmatizados como colaboradores de la guerrilla, ejecutados, torturados o desaparecidos, en una campaña de exterminio y barbarie en favor de encumbrar a Puerto Boyacá en la década de los noventa como la "capital antisubversiva de Colombia". En ese contexto las Autodefensas de Puerto Boyacá, como proyecto piloto "exitoso" que "graduó" a sicarios autores de asesinatos como los de Luis Carlos Galán en 1989, fue un modelo que se extendió a otras regiones del país, financiado por ganaderos y/o narcotraficantes, fue el modelo para los grupos paramilitares y narcoparamilitares que ganaron protagonismo a nivel nacional desde los años 90´s.
Hacia 1987-88, la necesidad y preocupación de establecer un estatus y una moral que hiciera perdurar el orden ganado por las autodefensas desencadenó una guerra frontal con el Cartel de Medellín, el cual buscaba el control de la producción y paso de drogas en las selvas del magdalena medio. Las autodefensas tuvieron que financiarse ahora no contra las guerrillas sino contra grupos comandados por un capo, tuvieron que entrar con las mismas fuentes de financiación de los grupos a los que estaba combatiendo, resistiendo divisiones y facciones que desestabilizarón el orden e inevitablemente llevaron a plantear nuevas estrategias. No hay duda que esto terminó influyendo en el sentido y fin de las autodefensas dentro de Puerto Boyacá. 
Hablar de la historia de Puerto Boyacá es hablar de la historia colombiana, en la cual la violencia desde distintos flancos ha campeado y en la cual la violencia y la represión son el sostén del orden estatal.

## Economía
Ganadería
La mayor parte del territorio del municipio se encuentra en el valle del Río Magdalena, lo que proporciona terrenos planos y fértiles, propicios para la ganadería extensiva, principalmente de ganado bovino de doble propósito (producción de carne y leche).
El ganado bovino cuenta con 170.527 ejemplares, le sigue el equino con 5.962, el porcino con 1.906, el bubalino con 1.444, el ovino con 985 y el caprino con 194, para un total de 181.018.
Pesca y piscicultura
La pesca es una actividad artesanal que se realiza durante todo el año como parte de la economía de subsistencia para los pescadores de los ríos Magdalena, Negro, Guaguaqui y Ermitaño de la ciénega de palagua. La subienda es una época de abundancia entre diciembre y febrero de cada año. También existen 345 estanques de los cuales 120 se aprovechan para la ceba de peces como la cachama blanca, la tilapia o mojarra roja y el bocachico.
Agricultura
Existen cultivos de plátanos, cacao, yuca, maíz, cítricos y papaya.
Petróleo
En el territorio se han realizado explotaciones por parte de la Texas Petroleum Company, que inició las perforaciones en 1940 en el área de Puerto Niño, en 1968 ya se habían perforado 146 pozos. Ecopetrol se vinculó a la explotación en noviembre de 1986, en los campos de producción de Palagua y Caipal, antigua concesión de la Texas, mediante el sistema de bombeo mecánico. La firma Omimex de Colombia anunció en 2004 que extraerá petróleo del fondo de Río Magdalena en el campo denominado Under River, con el cual esperaba incrementar la producción local de 17 mil barriles por día a 26.500.

## Educación
El municipio cuenta con una sede la Universidad Pedagógica y Tecnológica de Colombia, la cual ofrece programas de pregrado virtuales y cursos de formación para el trabajo presenciales. Por su parte, a nivel básico y medio su oferta educativa pública la ofrecen 9 Instituciones educativas: 
- John F. Kennedy
- José Antonio Galán
- San Pedro Claver
- Antonia Santos
- José Joaquín Ortiz
- El Prado
- Puerto Serviez
- Agropecuaria el Marfil
- Puerto Pinzón.[6]

## Geografía

### Límites
El municipio de Puerto Boyacá está ubicado en la región del Magdalena Medio, en su mayoría rodeado por los departamentos de Antioquia, Santander, Caldas y Cundinamarca.
| Noroeste: Puerto Berrío ( Antioquia) (Río Magdalena)               | Norte: Bolívar ( Santander) (Río Ermitaño)     | Nordeste: Bolívar ( Santander)                  |
| Oeste: Puerto Nare, Puerto Triunfo ( Antioquia) (Río Magdalena)    |                                                | Este: Otanche (Ruta Nacional 60)                |
| Suroeste: Sonsón ( Antioquia), La Dorada ( Caldas) (Río Magdalena) | Sur: Puerto Salgar ( Cundinamarca) (Río Negro) | Sureste: Yacopí ( Cundinamarca) (Río Guaguaquí) |

### Demografía
Según censo del DANE la población para 2005 era de 49.912 hab; según estimado para el 2010, la población es de 52.992. Es de aclarar que la población de Puerto Boyacá es una población flotante debido a los procesos de exploración y explotación petrolera, pues tiene sus picos de mucho personal foráneo que lega en busca de oportunidades laborales, muchos se quedan y otros se van nuevamente a sus lugares de origen.

## Servicios públicos
- Energía Eléctrica: Empresa de Energía de Boyacá (EBSA), es la empresa prestadora del servicio de energía eléctrica.
- Gas Natural: Alcanos de Colombia es la empresa distribuidora y comercializadora de gas natural en el municipio.